# دلقک (فیلم ۱۹۸۲)
«دلقک» (ایتالیایی: Pagliacci) یک فیلم به کارگردانی فرانکو زفیرلی است که در سال ۱۹۸۲ منتشر شد. این فیلم در بخش خارج از مسابقه جشنواره فیلم کن ۱۹۸۷ به نمایش درآمد.

## بازیگران
- پلاسیدو دومینگو
- خوان پونس
- ترزا استراتاس
- فلوریندو آندرئولی